# فهرستهای بیمارستان‌ها
این صفحه فهرستهای بیمارستان‌های سراسر جهان می‌باشد. بر پایه برآورد آزمایشگاه سایبر متریکس بیش از ۱۶٬۵۰۰ بیمارستان در سراسر جهان وجود دارد.
- فهرستهای بیمارستان‌های آفریقا
- فهرستهای بیمارستان‌های آسیا
- فهرستهای بیمارستان‌های اروپا
- فهرستهای بیمارستان‌های آمریکای شمالی
- فهرستهای بیمارستان‌های آمریکای شمالی
- فهرستهای بیمارستان‌های اقیانوسیه